# 事件リポーター
事件リポーター（じけんリポーター）はワイドショー（情報番組）で事件を取材し、リポートする記者。

## 概要
ワイドショーは
主に地方局のアナウンサーが退社し、フリーアナウンサーを経て、事件リポーターになることが多い。中には俳優や歌手などからの転向組もいる。また局アナが務めることもある。
また、芸能人が事件を起こすと事件リポーターと芸能リポーターもともに取材をする。

## 主な事件リポーター

### 元局アナウンサー
- 東海林のり子
- さとう一声
- 鈴木よしえ
- 山形美房
- 打上順子
- 緒方昭一
- 大村正樹
- 藤村幸司
- 田代親世
- 原山理一郎[1]

### タレントからの転向
- 嵯峨聖子
- 高村智庸
- 阿部祐二
- 杉本純子
- 宮川ヒロミ
- 阿部光利
- 井口成人
- 剛たつひと
- 所太郎
- 長谷川まさ子
- 島田薫
- 奥山英志
- 小柳美江